# (21178) 1994 CJ17
A (21178) 1994 CJ17 a Naprendszer kisbolygóövében található aszteroida. Eric Walter Elst fedezte fel 1994. február 8-án.